# کترلن
کترلن (به انگلیسی: Catterlen) یک روستا و محله مدنی در بریتانیا است که در منطقه ادن واقع شده‌است. کترلن ۶۰۵ نفر جمعیت دارد.